# Валкама, Ритва
Ритва Карин Валкама (после замужества — Валкама-Пало) (фин. Ritva Valkama; 13 ноября 1932, Йювяскюля — 8 мая 2020, Хельсинки, Финляндия) — финская актриса
 театра, кино и телевидения, режиссёр. Лауреат Государственной премии Финляндии в области театрального искусства (2000).

## Биография
Родилась 13 ноября 1932 года в Йювяскюле в семье актёра и театрального деятеля Рейно Валкама. С 1956 года обучалась в Хельсинкской театральной школе.
Играла на сценах Хельсинкского городского театра, Городского театра Хямеэнлинна, театра Lilla Teatern, Театра Тампере и театра Uusi Iloinen Teatteri (1987—1988).
Работала преподавателем актёрского мастерства в Хельсинкской театральной школе с 1985 года. Через два года прекратила преподавать, затем до 1990-х годов вновь продолжила преподавательскую деятельность. Вышла на пенсию в 1994 году, но продолжала играть.
Была известна своими комическими ролями в кино, на сцене и на телевидении. За свою карьеру снялась в более 75 кино- и телефильмах, телесериалах. Как режиссёр поставила 2 фильма. Она была популярна и в СССР, благодаря совместной советско-финской постановке «За спичками», где она сыграла роль Миины Сормунен, подруги Анны-Лизы.
Скончалась 8 мая 2020 года в Хельсинки.

## Избранная фильмография
- 1955 — Дикий Север / Villi Pohjola
- 1958 — Сын полка / Murheenkryynin poika — прислуга
- 1959 — Живот втянут, грудь вперед! / Vatsa sisään, rinta ulos!
- 1977 — Жизнь Викке Нило /Viimeinen savotta
- 1978 — Убежище / Piilopirtti
- 1980 — За спичками / Tulitikkuja lainaamassa — подруга Анны-Лизы Миина Сормунен (озвучивает Тамара Совчи)
- 1987 — Рождественский календарь / Joulukalenteri — Ольга Петровна, почтальон
- 1995 — Слёзы Святого Петра / Petri tårar
- 1995 — Аккумулятор / Akkulaturit

## Награды
- Медаль «Pro Finlandia» (1986).
- Медаль Иды Альберг (1999).
- Государственная премия Финляндии в области театрального искусства (2000).
- Премия за жизненные достижения (2018).